# Hylaeus volatilis
Hylaeus volatilis är en biart som först beskrevs av Smith 1879.  Hylaeus volatilis ingår i släktet citronbin, och familjen korttungebin. Inga underarter finns listade i Catalogue of Life.

## Bildgalleri

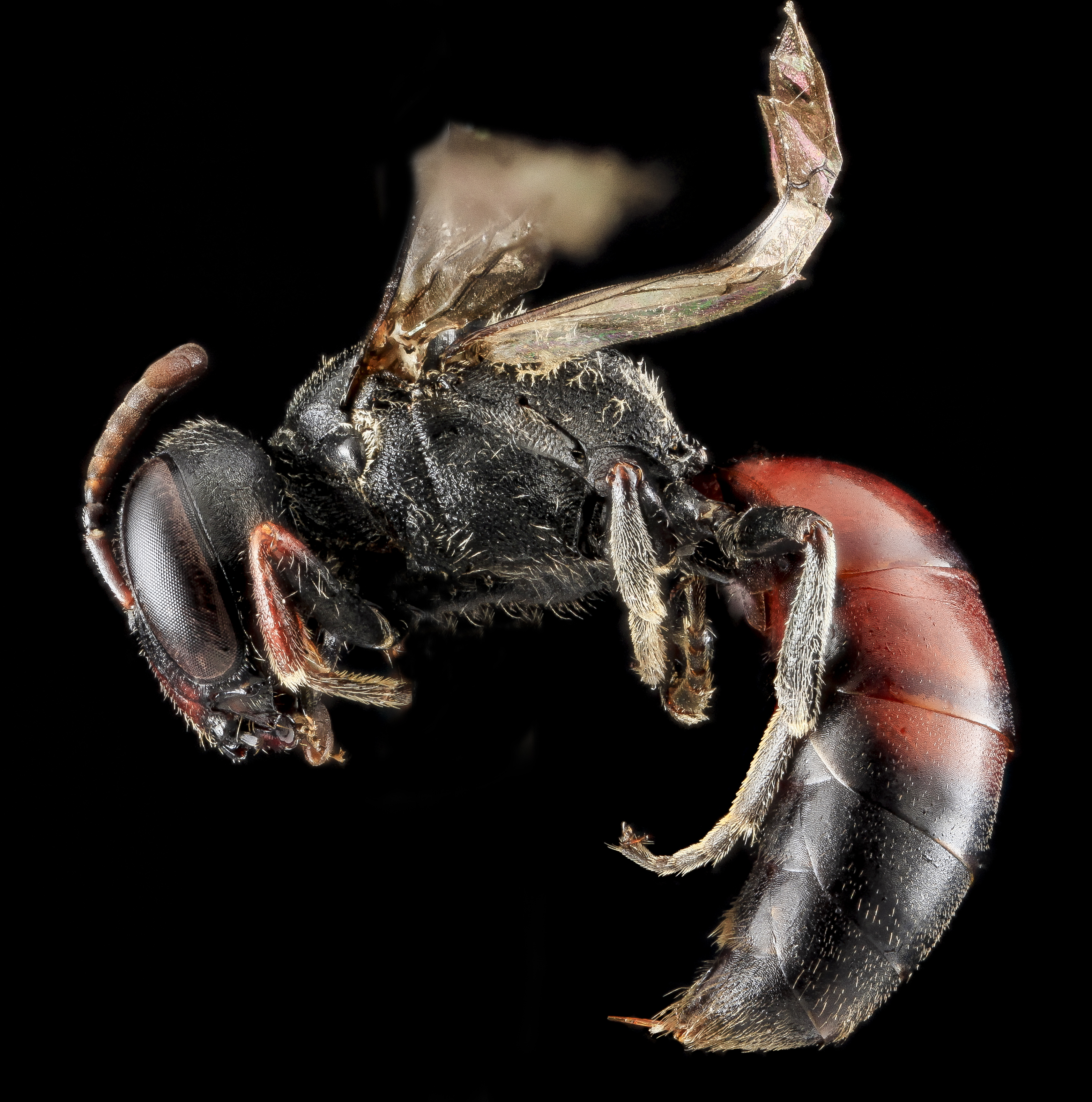
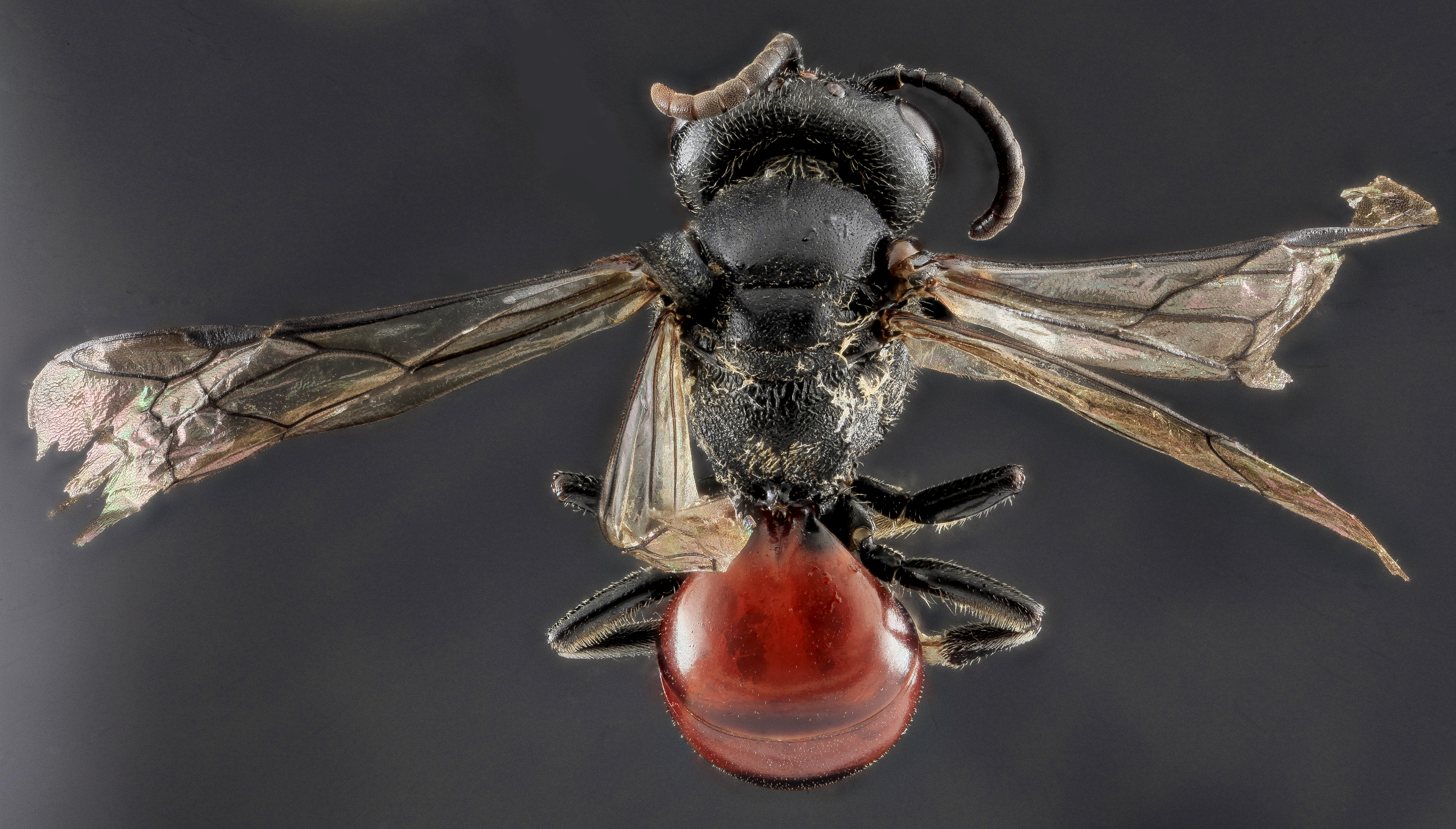
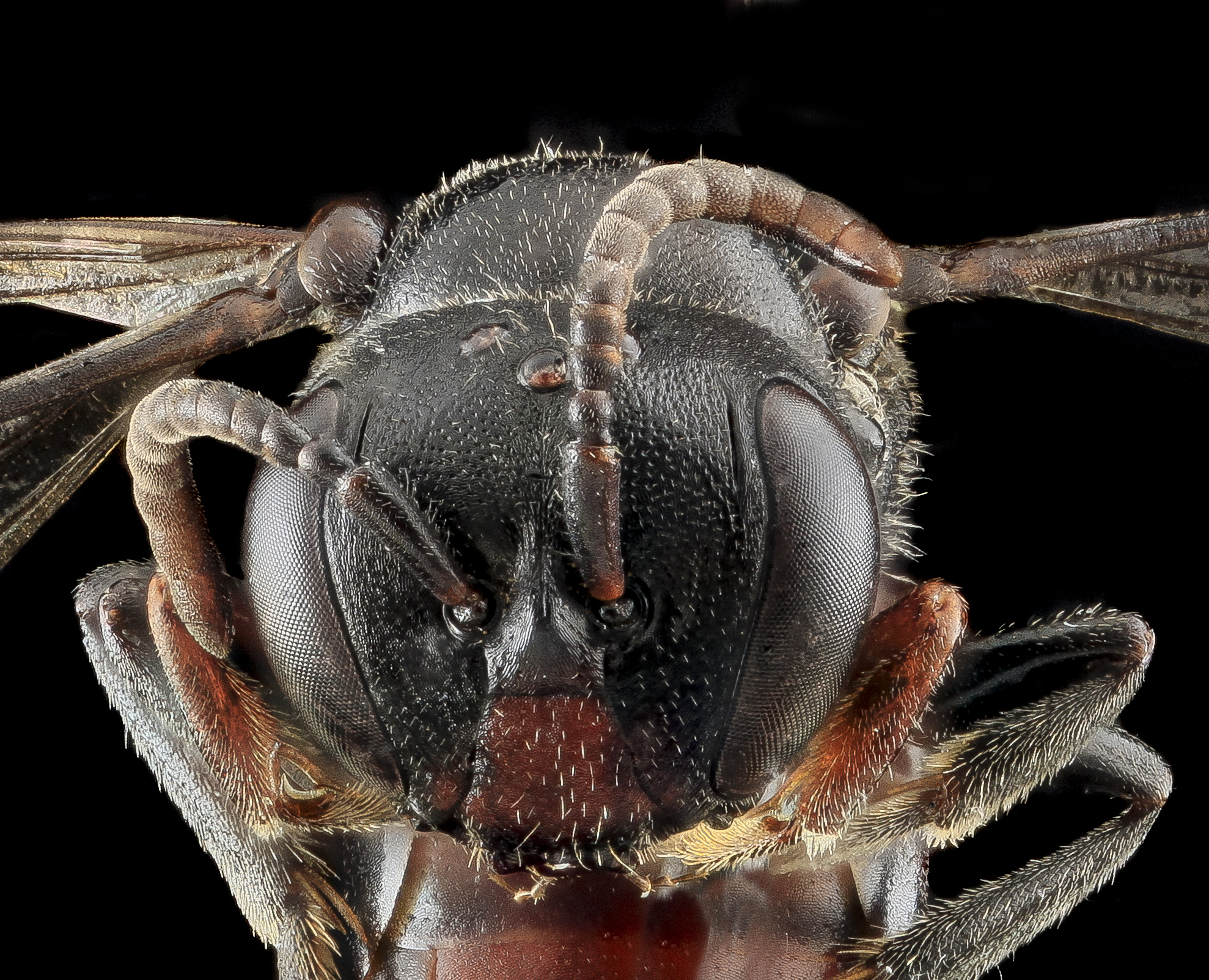